# タワヤモリ
タワヤモリ（多和守宮、学名：Gekko tawaensis）は、爬虫綱有鱗目ヤモリ科ヤモリ属に分類されるヤモリの一種。

## 分布
日本（愛媛県、大分県、大阪府、岡山県、香川県、高知県、徳島県、兵庫県、広島県、和歌山県）固有種
模式標本の産地（模式産地）は多和村（香川県）。種小名 tawaensis は「多和産の」の意。

## 形態
全長9-12センチメートル。頭胴長は55-71ミリメートル。背面は細かい鱗に覆われ、大型鱗が混じらない。下唇を覆う鱗（下唇板）は11枚。体色は灰色や褐色で、不定形な暗色斑が入る。
頭部は大きく扁平で、指趾の間には水かき状の皮膜がやや発達する。

## 生態
山地や海岸にあるやや乾燥した岩場に生息するが、人家、社寺などに生息することもある。夜行性で、昼間は岩や樹皮の隙間などで休むが集団で日光浴することもある。冬季になると岩の隙間などで群がって冬眠する。
小型の昆虫を食べる。
繁殖形態は卵生。6月下旬から8月上旬に日当たりのよい岩場の割れ目に1回に2個の卵を産む。51-60日で孵化し、約2年で性成熟する。

## 保全状況評価
準絶滅危惧（NT）（環境省レッドリスト）

## 人間との関係
方言名トビハミ（ハミはニホンマムシの意）としておそれられているが、無毒種。